# 認知負荷
在認知心理學中，認知負荷（英語：Cognitive load）是指工作記憶資源的使用量。認知負荷分為三種類型：內在（intrinsic）認知負荷是與特定主題相關的努力；外部（extraneous）認知負荷是指向學習者呈現資訊或任務的方式；密切的（germane）認知負荷是指為創建永久的知識存儲（基模）所做的工作。
認知負荷理論是在 1980 年代後期根據約翰·斯威勒對問題解決的研究而發展起來的。斯威勒認為，教學設計可用於減少學習者的認知負荷。後來，其他研究人員開發了一種方法來衡量感知到的心智努力，這表明認知負荷。 任務引起的瞳孔反應（task-invoked pupillary response）是與工作記憶直接相關的認知負荷的可靠且靈敏的測量。 資訊只有在首先被工作記憶注意和處理後，才能存儲在長期記憶中。然而，工作記憶的容量和持續時間都極其有限。在某些情況下，這些限制會阻礙學習。沉重的認知負荷會對任務完成產生負面影響，需要注意的是，每個人對認知負荷的體驗並不相同。老年人、學生和兒童會經歷不同的認知負荷，而且往往更高。
認知負荷理論的基本原則是，如果更多地考慮工作記憶的作用和局限性，將會提高教學設計的品質。隨著注意力分散的增加，學生更容易經歷高認知負荷，這可能會影響學習成效。